# كيم سانتياغو
كيم سانتياغو (بالإنجليزية: Kimberley Santiago) هي موجهة قوارب ‏ أمريكية، ولدت في 23 نوفمبر 1961 في إيفانستون في الولايات المتحدة.

## وصلات خارجية
- كيم سانتياغو على موقع الاتحاد الدولي للتجديف (الإنجليزية)
- كيم سانتياغو على موقع أوليمبيديا (الإنجليزية)